# Six quintettes opus 29 de Luigi Boccherini
Les six quintettes à cordes opus 29 de Luigi Boccherini (G.313-318) pour deux violons, alto et deux violoncelles datent de l'époque de l'exil à Arenas de San Pedro. Composés en 1779, ce recueil est le troisième de l'année après ceux de l'opus 27 (G.301-306) et 28 (G.307-312) consacré à ce genre instrumental. Considéré comme l'un des sommets de sa vaste production pour quintettes à cordes, cet ensemble se distingue par l'emploi de procédés musicaux hérités de l'ère baroque comme la gigue, la fugue, les variations ou bien le præludium.

## Structure
- Quintette à cordes no 1 en ré majeur opus 29 (G.313)

1. Andante moderato, 4/4, ré majeur
2. Minuetto/Trio, 3/4, ré majeur/ré mineur
3. Cantabile, 2/4, fa majeur
4. Finale.Allegro, 2/4, ré majeur

Sa durée d'exécution est d'environ 22 minutes.
- Quintette à cordes no 2 en do mineur opus 29 (G.314)

1. Allegro vivo, 6/8, do mineur
2. Largo assai, 4/4, la bémol majeur
3. Minuetto/Trio, 3/4, fa majeur/fa mineur
4. Fuga.Allegro giusto, 4/4, do mineur

Sa durée d'exécution est d'environ 17 minutes.
- Quintette à cordes no 3 en fa majeur opus 29 (G.315)

1. Adagio, 2/4, fa majeur
2. Allegro vivo, 3/8, fa majeur
3. Andante lentarello, 2/4, fa majeur

Sa durée d'exécution est d'environ 18 minutes.
- Quintette à cordes no 4 en la majeur opus 29 (G.316)

1. Allegro moderato, 4/4, la majeur
2. Minuetto/Trio, 3/4, la majeur/la mineur
3. Largo cantabile, 2/4, ré majeur
4. Presto. Ballo Tedesco, 6/8, la majeur

Sa durée d'exécution est d'environ 20 minutes.
- Quintette à cordes no 5 en mi bémol majeur opus 29 (G.317)

1. Allegro moderato, 4/4, mi bémol majeur
2. Minuetto/Trio, 3/4, do mineur/do mineur
3. Andante lento, 6/8, sol mineur
4. Finale.Allegro vivo, 2/4, mi bémol majeur

Sa durée d'exécution est d'environ 19 minutes.
- Quintette à cordes no 6 en sol mineur opus 29 (G.318)

1. Allegro moderato assai, 4/4, sol mineur
2. Minuetto/Trio, 2/4, sol majeur/ré mineur
3. Preludio.Adagio, 4/4, sol mineur
4. Rondo. Allegro giusto, 2/4, sol majeur

Sa durée d'exécution est d'environ 18 minutes.

## Publications
Les six quintettes opus 29 sont Opera Grande dans le catalogue autographe de Boccherini et n'ont pas été publiés de son vivant. Ignace Pleyel devait en effet seulement les publier en 1813 en deux recueils distincts (Op.47 et Op.48) les séparant de leur suite logique:
| Boccherini         | Pleyel             |
| ------------------ | ------------------ |
| Op.29 no 1 (G.313) | Op.47 no 12 (1813) |
| Op.29 no 2 (G.314) | Op.48 no 1 (1813)  |
| Op.29 no 3 (G.315) | Op.48 no 2 (1813)  |
| Op.29 no 4 (G.316) | Op.48 no 6 (1813)  |
| Op.29 no 5 (G.317) | Op.47 no 11 (1813) |
| Op.29 no 6 (G.318) | Op.48 no 3 (1813)  |

## Discographie
- Quintetti d’archi Op. 29 - Sonate di Violoncello, Bylsma, Kuijken, Stuurop, etc., Haarlem, 1977-1981, Sony Classical CB 622 2CDA CX.